# Cosmosoma thia
Cosmosoma thia là một loài bướm đêm thuộc phân họ Arctiinae, họ Erebidae.